# Arvydas Svetulevičius
Arvydas Svetulevičius (* 1951) ist ein litauischer Politiker, Vizeminister.

## Leben
Am 25. Juni 1990 ernannte Premierministerin Kazimira Prunskienė ihn zum Stellvertreter des Innenministers. Am 24. Juni 1994 ernannte Premierminister Adolfas Šleževičius ihn zum Sekretär am Innenministerium Litauens. Am 31. Dezember 1996 wurde  Svetulevičius  vom Premierminister Gediminas Vagnorius entlastet und übernahm ein anderes Amt.
Am 31. Dezember 1996 wurde  er  vom Premierminister Gediminas Vagnorius entlastet und übernahm anderes Amt.
Ab 1998 arbeitete  Svetulevičius  wieder als stellvertretender Innenminister Litauens,  Stellvertreter des Innenministers   im Kabinett Vagnorius II und dann  im Kabinett Paksas I.  Am 17. Juni 1999 trat er vom Amt zurück.
Er war Oberbefehlshaber der Spezialeinheiten am Innenministerium und General im Innendienst.